# 모타구아강

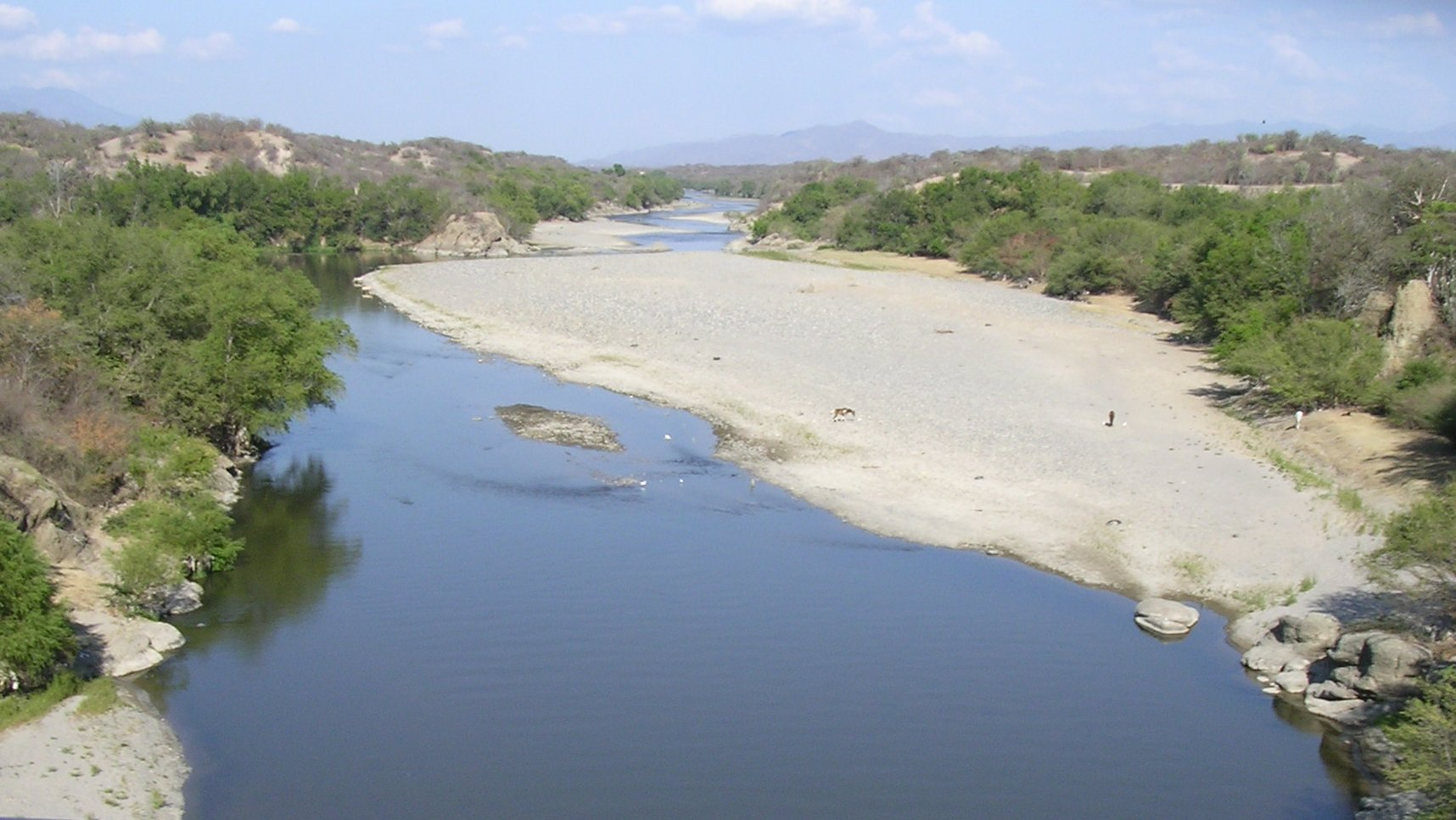
건기에 촬영된 사진

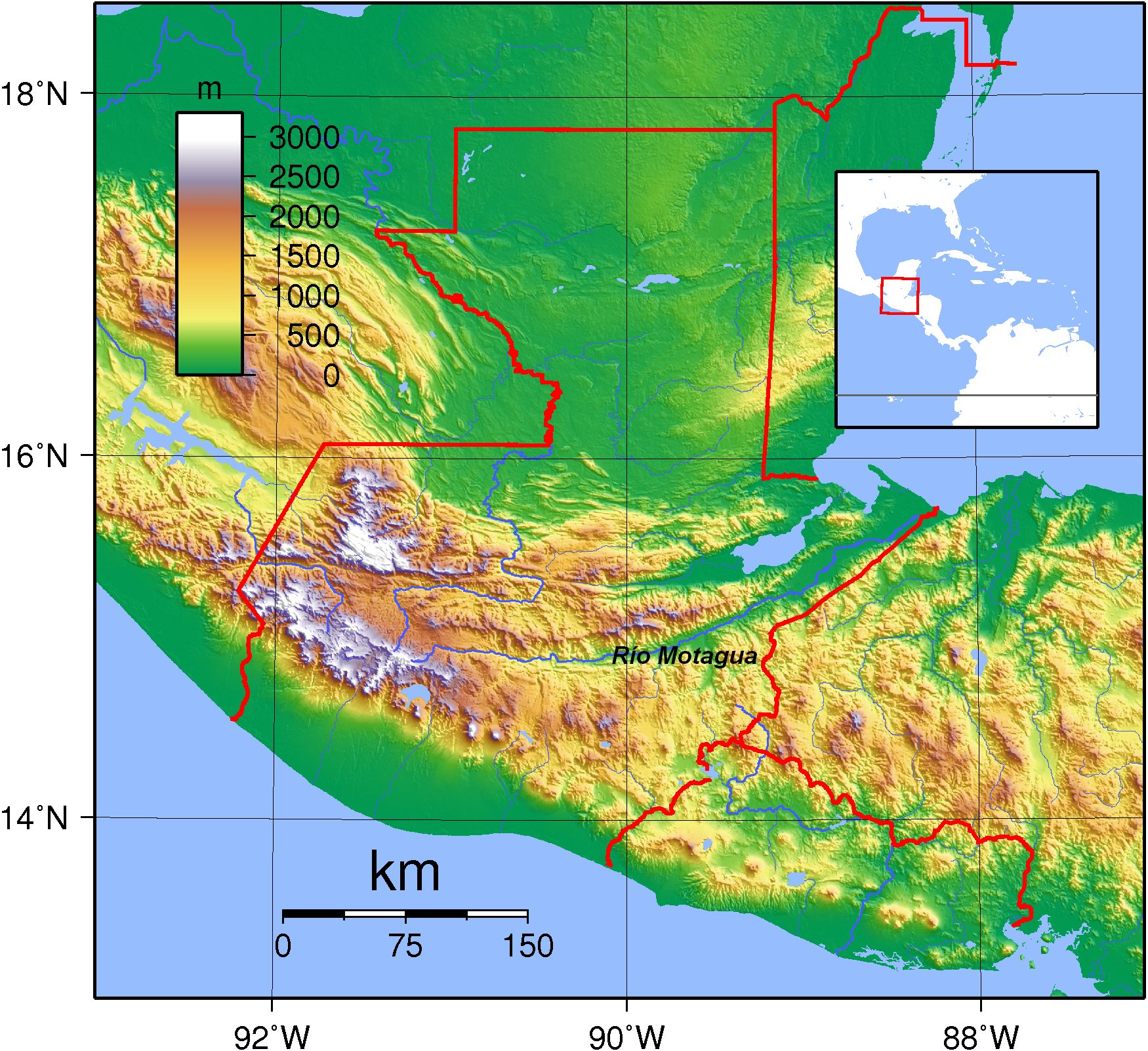
지도

모타구아강(Río Motagua)은 과테말라에서 가장 긴 강으로 길이는 486km다. 과테말라 서부 고산지대에서 발원하여 동쪽으로 흐르고, 하구는 온두라스만에 위치한다. 유역 넓이는 12,670km2다. 하류 일부에서는 과테말라-온두라스 국경을 지나는 부분이 일부 있다.